# Lobo negro

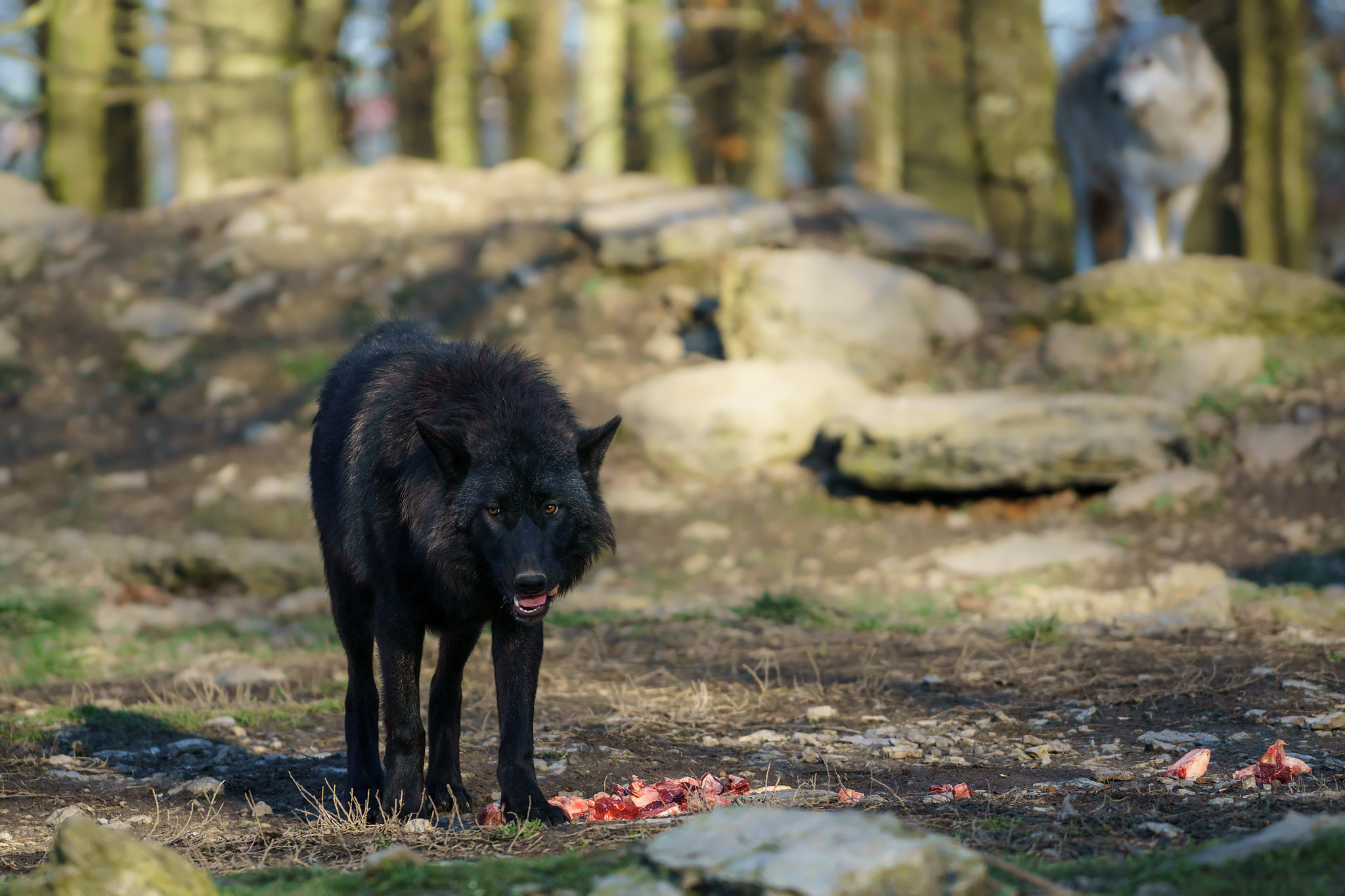
Um lobo preto caminhando em uma floresta.

Um lobo preto é uma variante de cor melanística do lobo cinzento (Canis lupus).
Espécimes pretos foram registrados entre lobos vermelhos ( Canis rufus ), embora a fase de cor nesta espécie ainda não esteja extinta. Pesquisas genéticas da Escola de Medicina da Universidade de Stanford e da Universidade da Califórnia, Los Angeles, revelaram que lobos com pele preta devem sua coloração distinta a uma mutação que ocorreu em cães domésticos e foi transmitida aos lobos por meio da hibridização do  cão lobo. Além da cor da pelagem e do joelho, eles são lobos cinzentos normais.

## Galeria

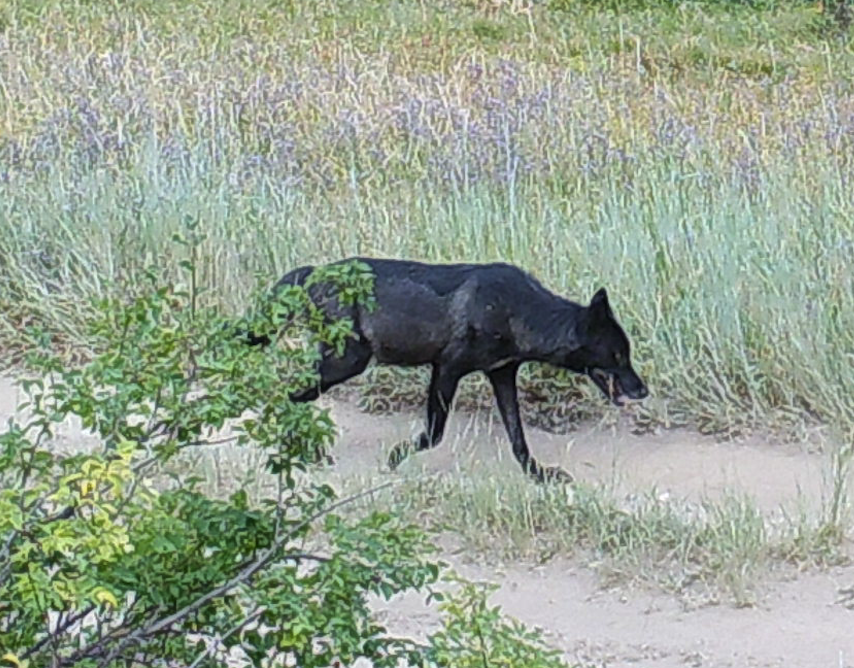
Uma foto de um lobo preto tirada em uma estrada no Condado de Valley, Idaho, Estados Unidos
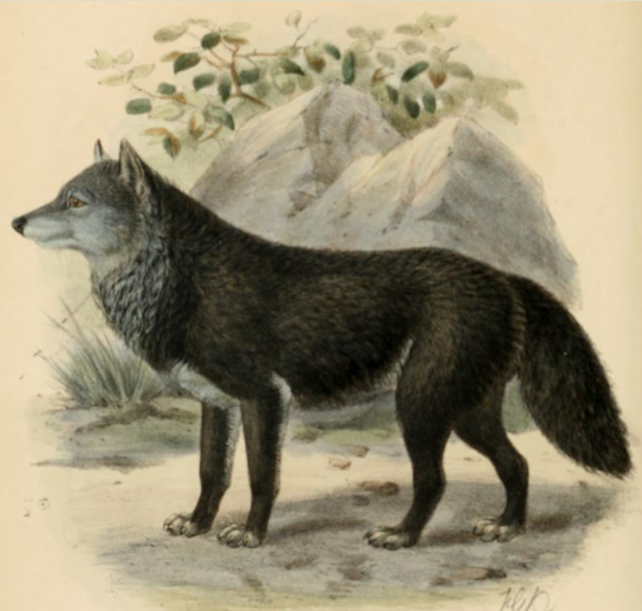
Gravura de um lobo negro por John Gerrard Keulemans
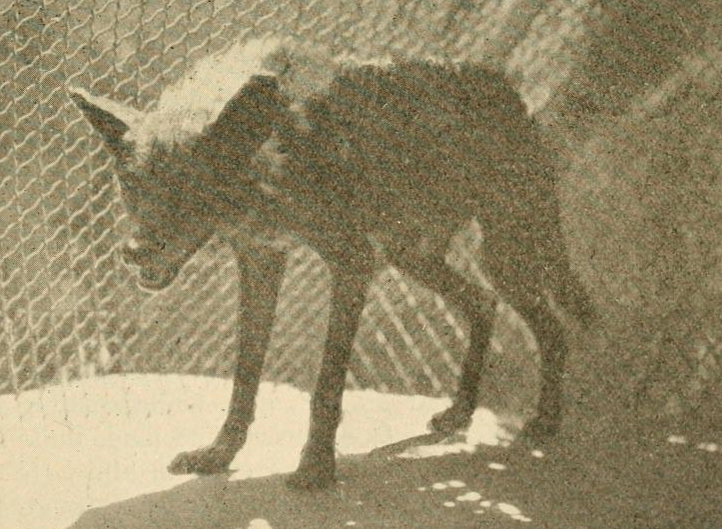
Uma foto de um lobo negro fotografada em luisiana em 1931
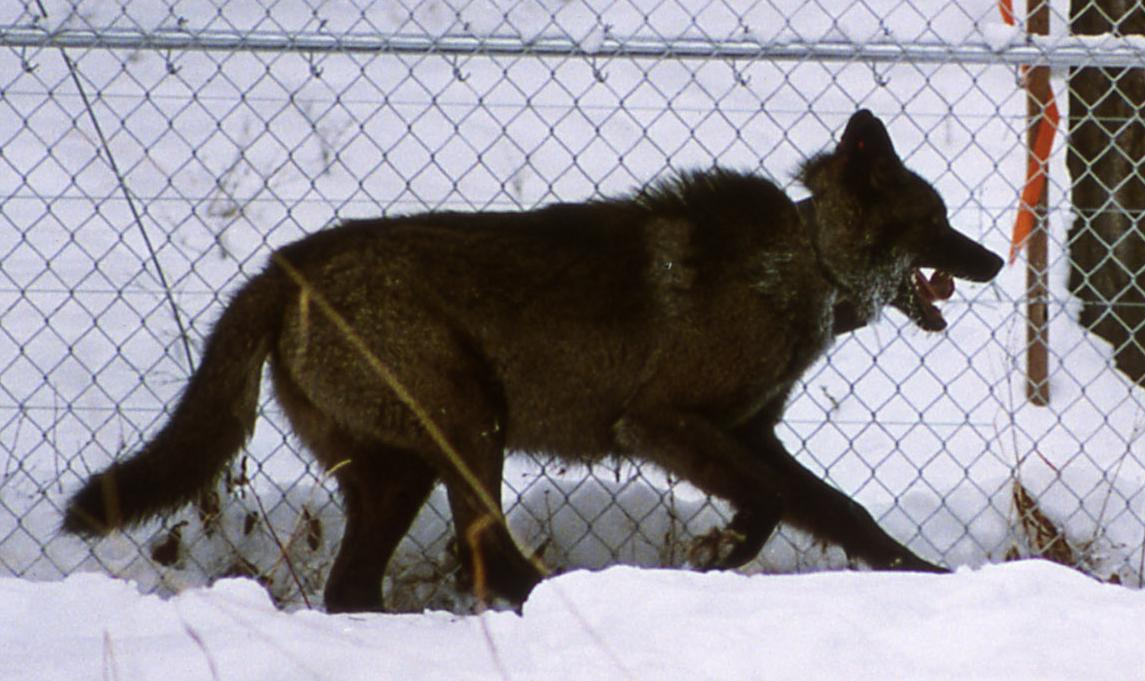
Pesquisas genéticas mostraram que os lobos de pelo preto devem sua coloração a uma mutação que surgiu inicialmente em cães domésticos. (foto tirada no Parque Nacional de Yellowstone)
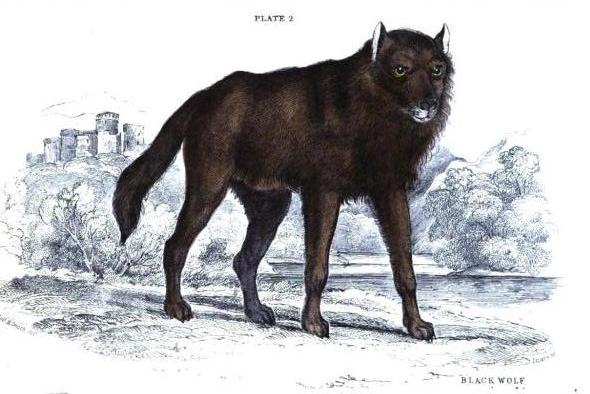
Ilustração de um "lobo negro europeu" por Charles Hamilton Smith
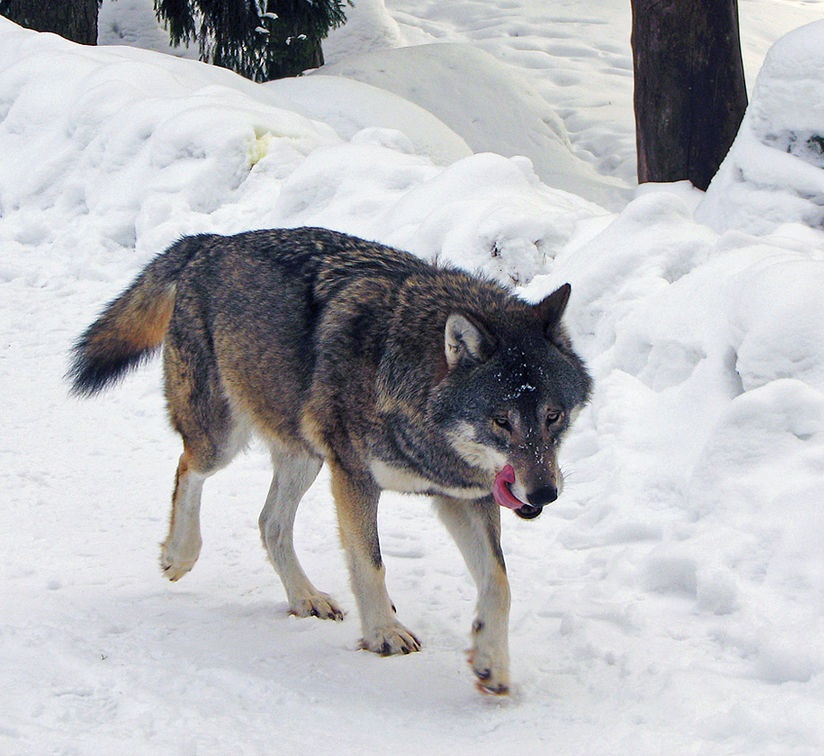
Um "lobo negro europeu" fotografado no Parque de Vida Selvagem de Kolmården, Suécia
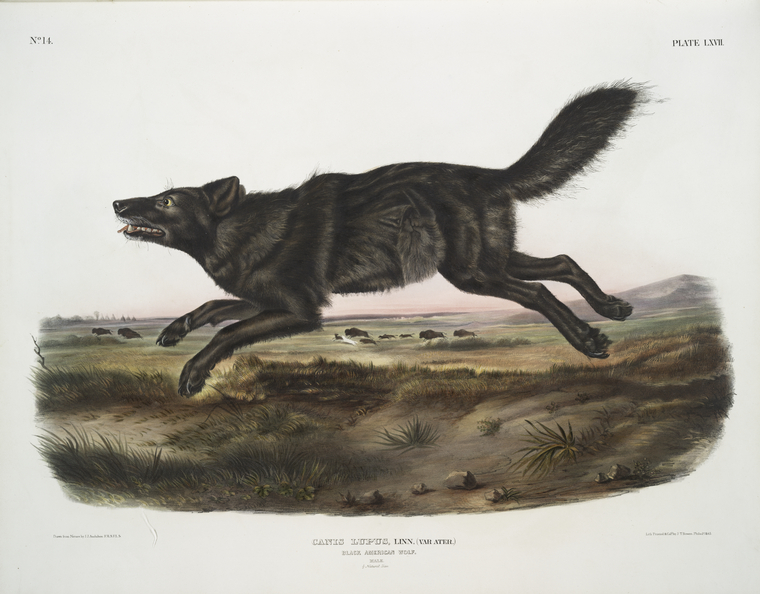
Uma ilustração de um "lobo vermelho negro da Flórida" por John James Audubon
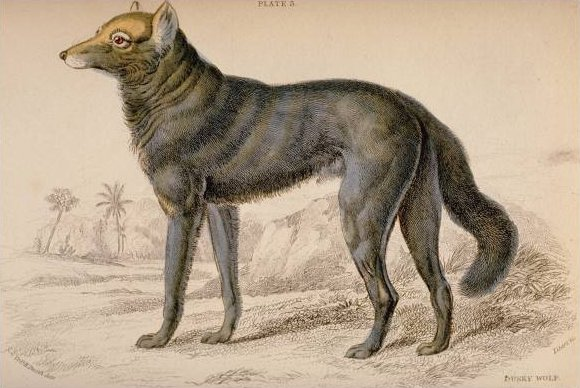
Uma gravura de um "lobo escuro", um animal que já foi considerado uma espécie separada dos lobos negros do norte
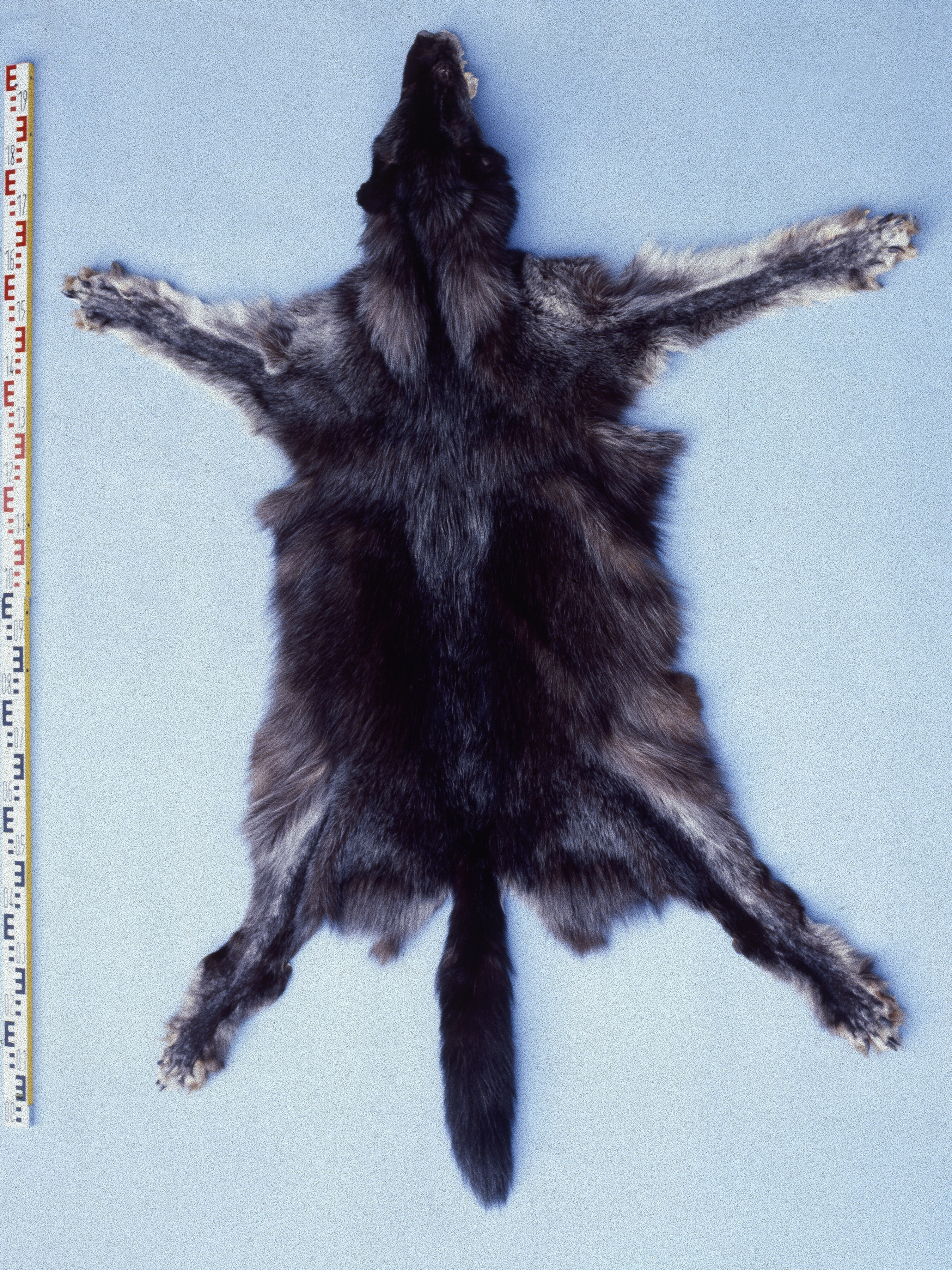
Pele de um lobo preto, retirada do Vale do Mackenzie. A função do pigmento preto é em grande parte desconhecida.
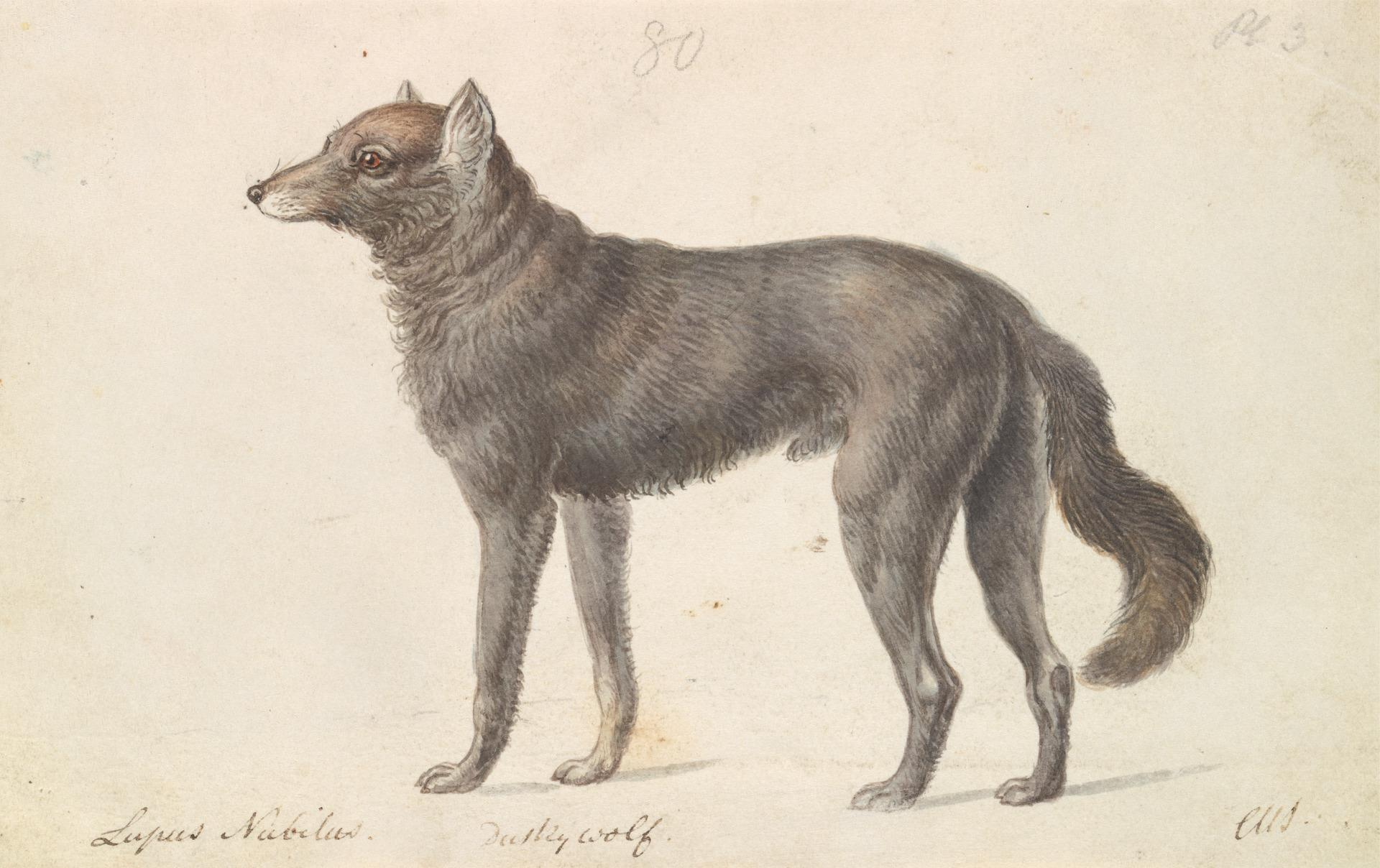
Gravura de um lobo negro por Charles Hamilton Smith
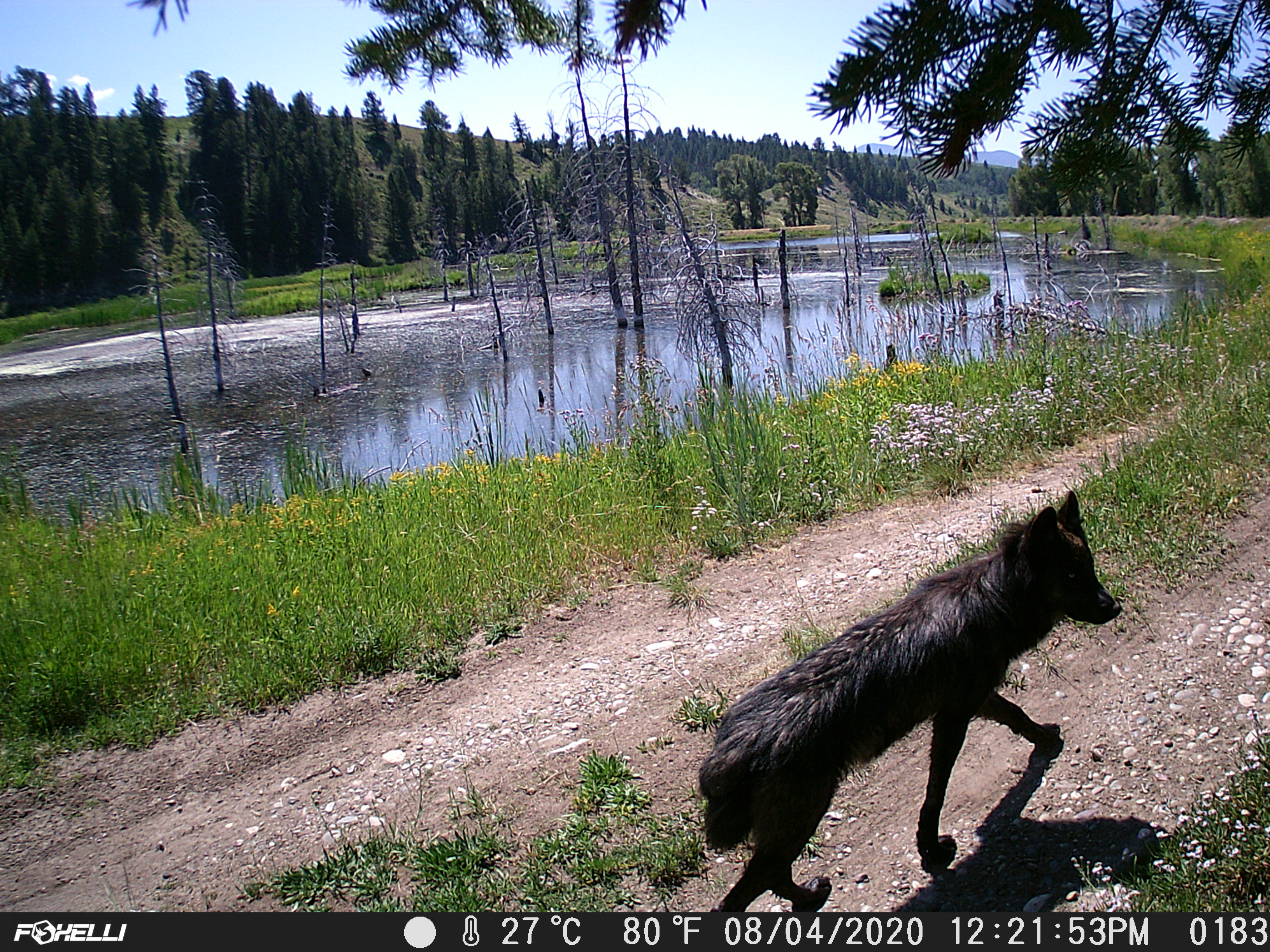
lobo negro em vida selvagem
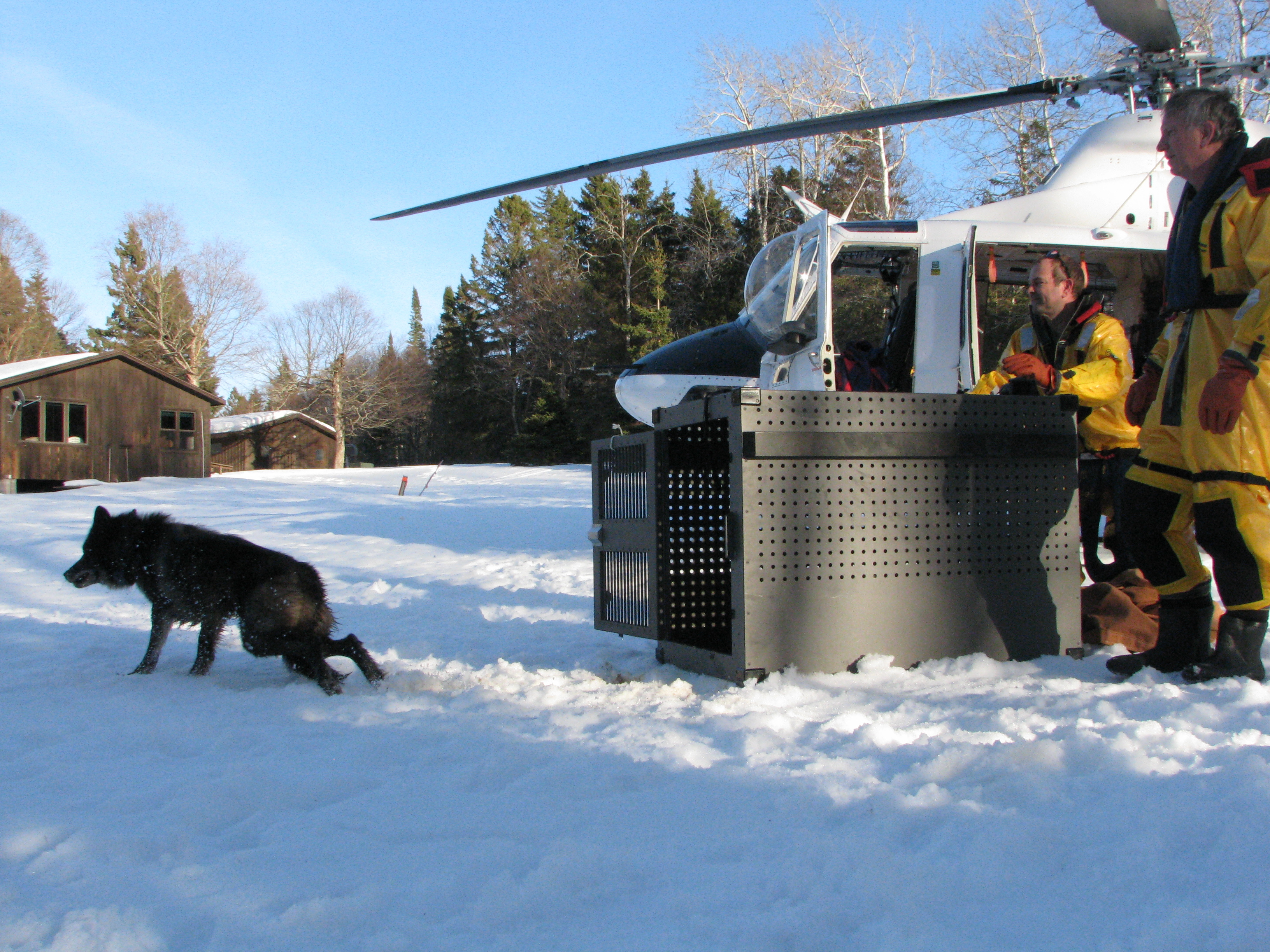
Um lobo negro sendo reintroduzido na ilha Royale de helicóptero
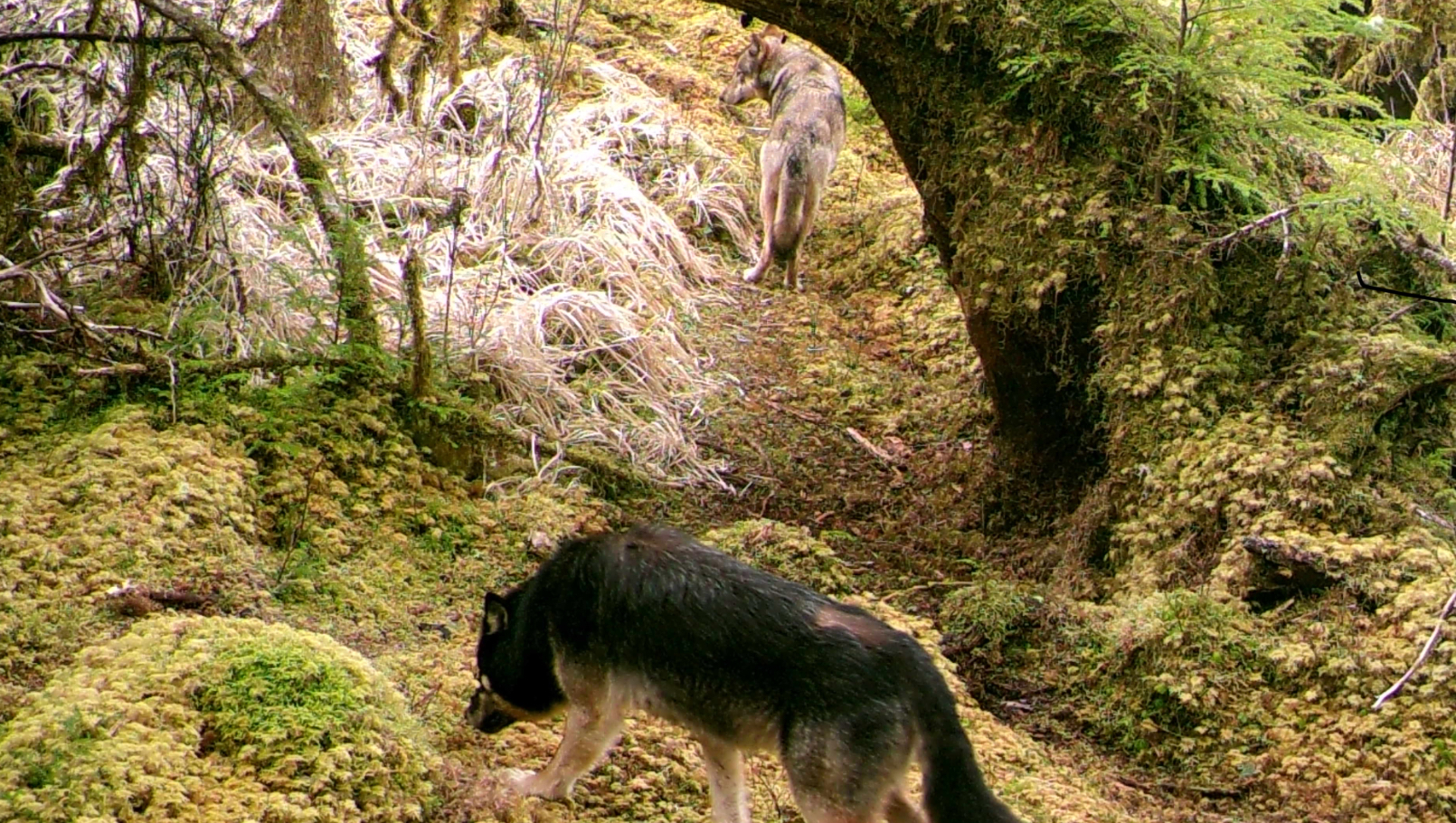
Um lobo negro caminhando num bosque
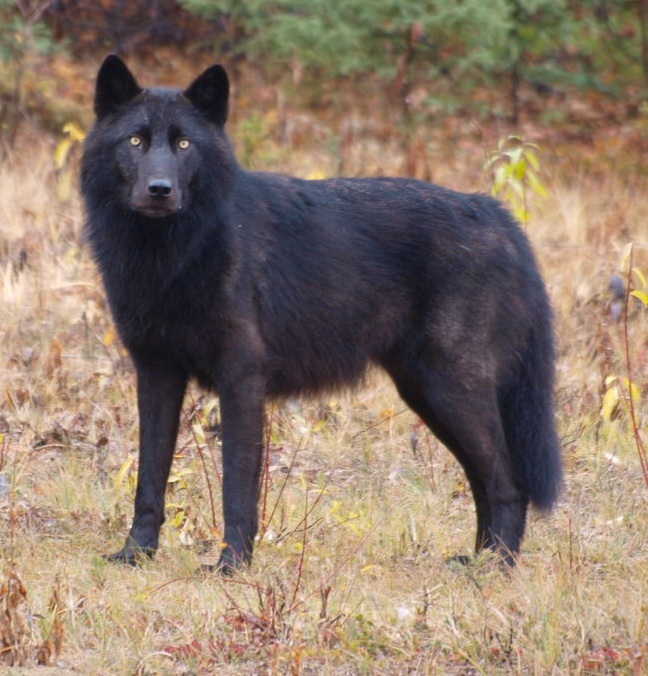
Um lobo negro da colúmbia britanica
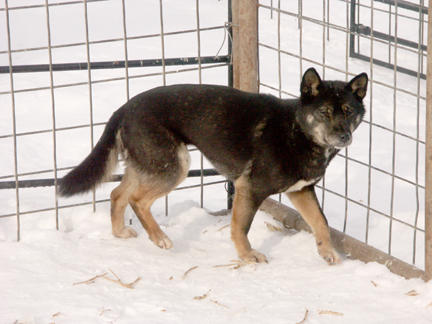
Cão-cantor-da-nova-guiné com sua coloração negra e castanha.
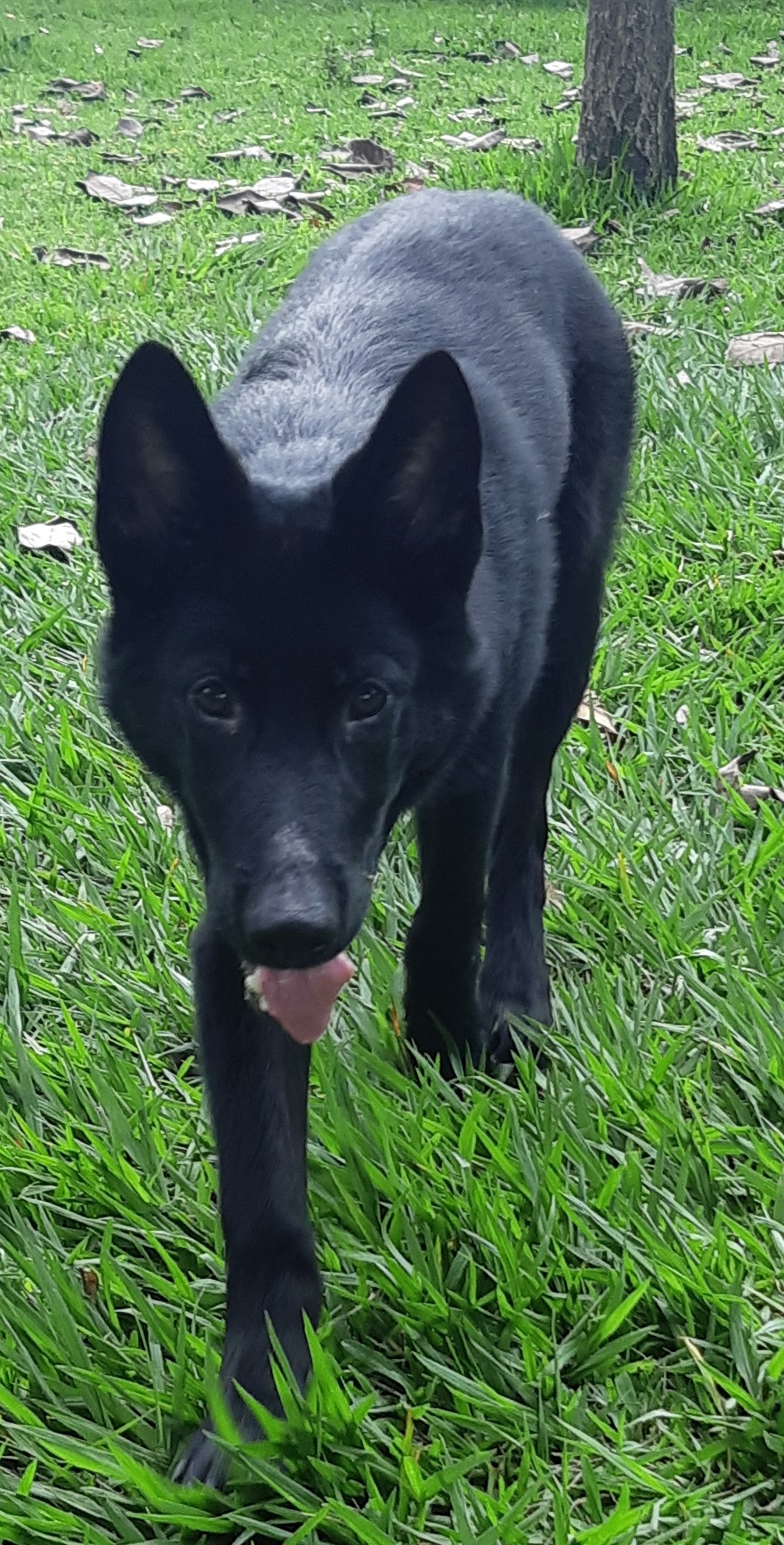
Calupoh